# Atypus
Atypus is een geslacht binnen de familie der mijnspinnen (Atypidae). De 29 soorten zijn verspreid over de hele wereld, waaronder in de Verenigde Staten, Europa, Noord-Afrika en Azië. De typesoort van het geslacht is Aranea piceus

## Soorten
Het geslacht bevat de volgende soorten:
- Atypus affinis (Gewone mijnspin) Eichwald, 1830
- Atypus baotianmanensis Hu, 1994
- Atypus coreanus (Koreaanse mijnspin) Kim, 1985
- Atypus dorsualis Thorell, 1897
- Atypus flexus Zhu et al., 2006
- Atypus formosensis Kayashima, 1943
- Atypus heterothecus Zhang, 1985
- Atypus javanus Thorell, 1890
- Atypus karschi Dönitz, 1887
- Atypus lannaianus Schwendinger, 1989
- Atypus largosaccatus Zhu et al., 2006
- Atypus ledongensis Zhu et al., 2006
- Atypus magnus (Grote mijnspin) Namkung, 1986
- Atypus medius Oliger, 1999
- Atypus muralis Bertkau, 1890
- Atypus pedicellatus Zhu et al., 2006
- Atypus piceus (Kalkmijnspin) (Sulzer, 1776)
- Atypus quelpartensis Namkung, 2002
- Atypus sacculatus Zhu et al., 2006
- Atypus sinensis Schenkel, 1953
- Atypus snetsingeri Sarno, 1973
- Atypus sternosulcus Kim et al., 2006
- Atypus suiningensis Zhang, 1985
- Atypus suthepicus Schwendinger, 1989
- Atypus sutherlandi Chennappaiya, 1935
- Atypus suwonensis Kim et al., 2006
- Atypus tibetensis Zhu et al., 2006
- Atypus wataribabaorum Tanikawa, 2006
- Atypus yajuni Zhu et al., 2006